# Давыдово (Пронский район)
Давыдово — опустевшая деревня в Пронском районе Рязанской области. Входит в Орловское сельское поселение

## География
Находится в юго-западной части Рязанской области на расстоянии приблизительно 4 км на северо-запад по прямой от районного центра города Пронск.

## История
В 1859 году здесь (тогда деревня Пронского уезда Рязанской губернии) было учтено 28 двора, в 1897 - 19. Название дано по фамилии бывшего владельца.

## Население
Численность населения: 270 человек (1859 год), 264 и еще 6 в одноименной усадьбе (1897), 0 как  в 2002 году, так и в 2010.